# Březí (Kluky)
Březí (německy Birkenberg) je malá vesnice, část obce Kluky v okrese Písek v Jihočeském kraji. Nachází se asi jeden kilometr jihovýchodně od Kluk. Je zde evidováno 31 adres. V roce 2011 zde trvale žilo 41 obyvatel.
Březí leží v katastrálním území Kluky u Písku o výměře 10,35 km².

## Historie
První písemná zmínka o vesnici pochází z roku 1323.

## Obyvatelstvo
| Rok            | 1869 | 1880 | 1890 | 1900 | 1910 | 1921 | 1930 | 1950 | 1961 | 1970 | 1980 | 1991 | 2001 | 2011 | 2021 |
| -------------- | ---- | ---- | ---- | ---- | ---- | ---- | ---- | ---- | ---- | ---- | ---- | ---- | ---- | ---- | ---- |
| Počet obyvatel | 226  | 205  | 214  | 233  | 231  | 231  | 175  | 121  | 104  | 72   | 60   | 38   | 33   | 41   | 59   |
| Počet domů     | 29   | 29   | 28   | 30   | 30   | 30   | 30   | 30   | 30   | 22   | 22   | 24   | 28   | 29   | 32   |

## Pamětihodnosti
- Návesní kaple čtverhranného půdorysu se nachází zhruba uprostřed vesnice.[9]
- Vedle návesní kaple se nachází zároveň kamenný kříž a pomník padlým v první světové válce. V střední části kříže je tento nápis: PADLÝM VOJÍNŮM VE SVĚTOVÉ VÁLCE R. 1914–1918. VĚNUJÍ, DOROST a OBČANÉ.
- Na východním konci vesnice je u polní cesty umístěný drobný kovový kříž na kamenném podstavci. [10]

## Galerie

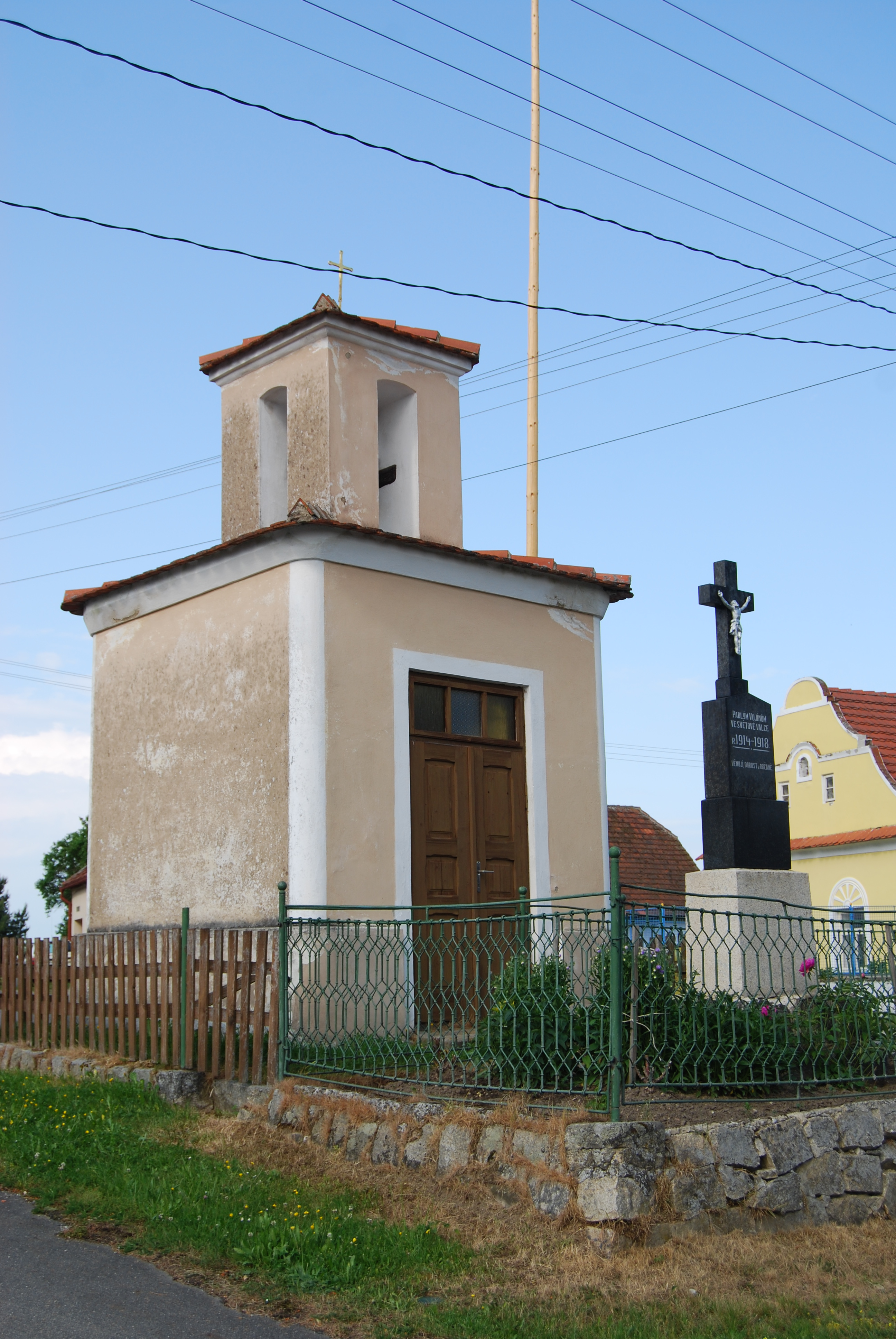
Návesní kaple
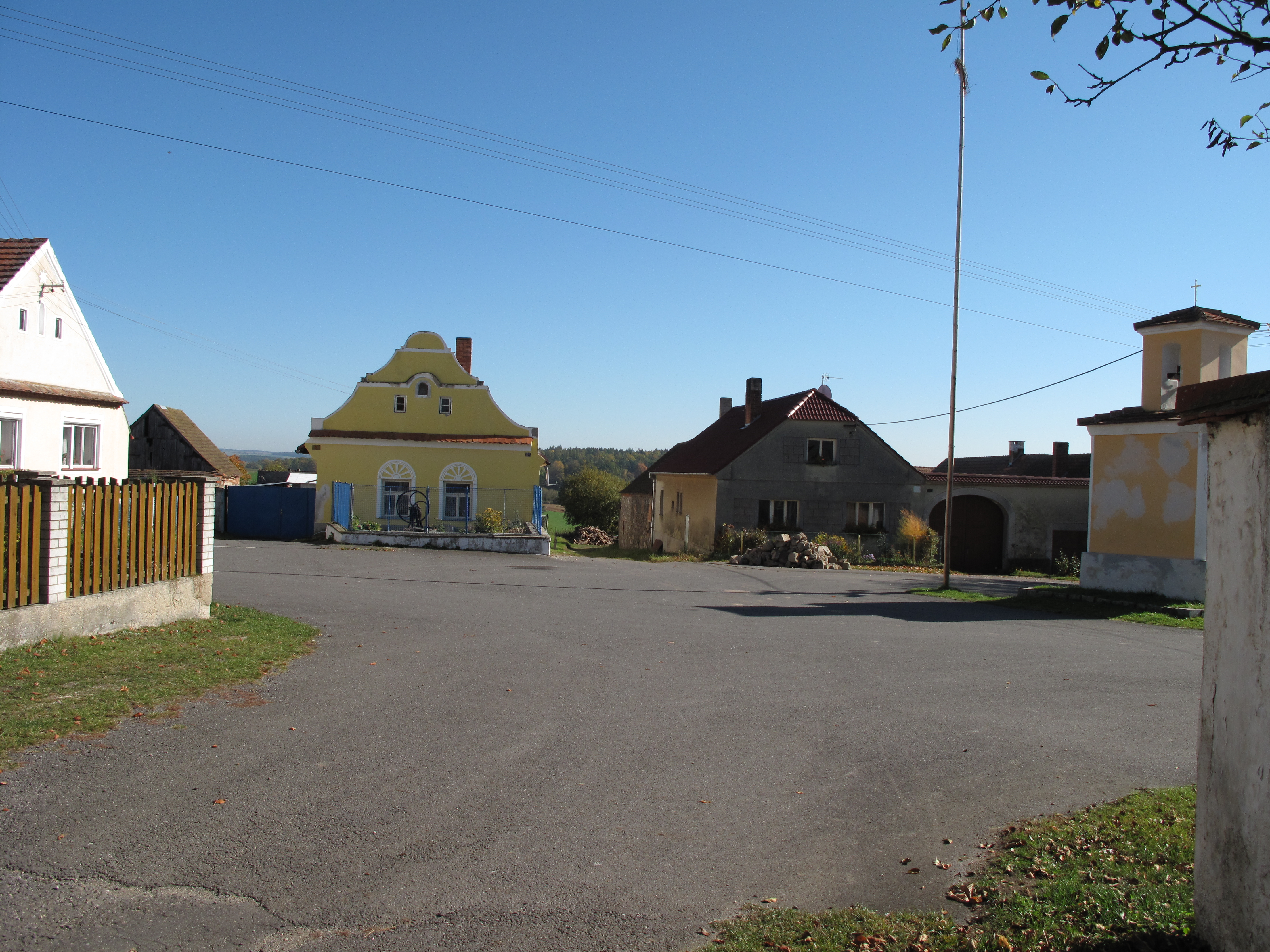
Náves
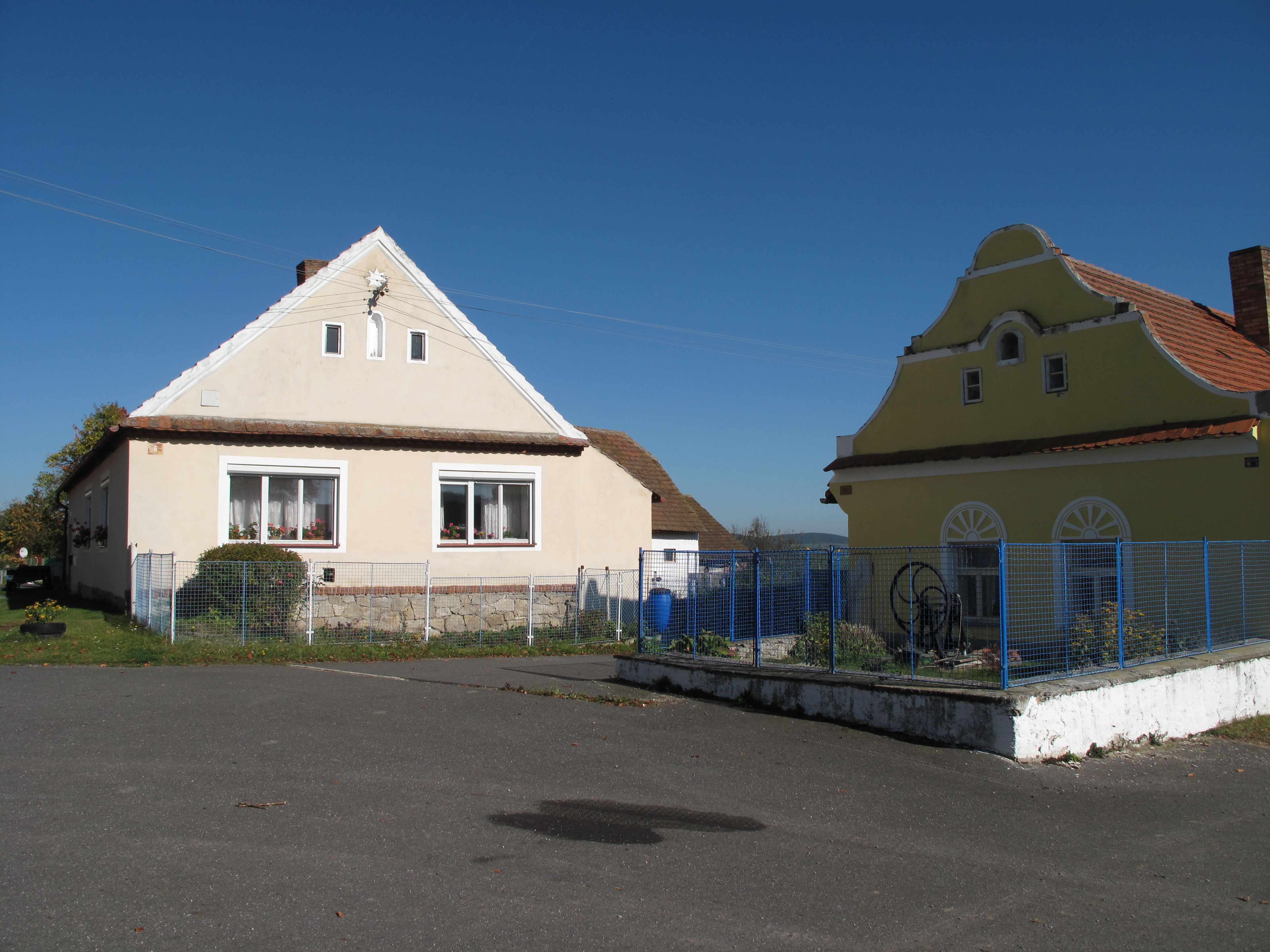
Domy na návsi